# کیدرمینستر
longitudeکیدرمینسترlatitudeکیدرمینستر
کیدرمینستر (به انگلیسی: Kidderminster) شهری در کشور انگلستان است که این کشور خود بخشی از بریتانیا محسوب می‌شود. این شهر در سال ۱۹۹۱ میلادی ۵۴٫۶۴۴ نفر جمعیت داشته و در سرشماری سال ۲۰۰۱ جمعیت آن به ۵۵٫۳۴۸ نفر رسیده‌است. میزان رشد سالانهٔ جمعیت کیدرمینستر ‎۰٫۵۱ درصد می‌باشد و جمعیت این شهر در سال ۲۰۱۲ به ۵۸٫۵۳۸ نفر تغییر یافت.